# Johan Gielen

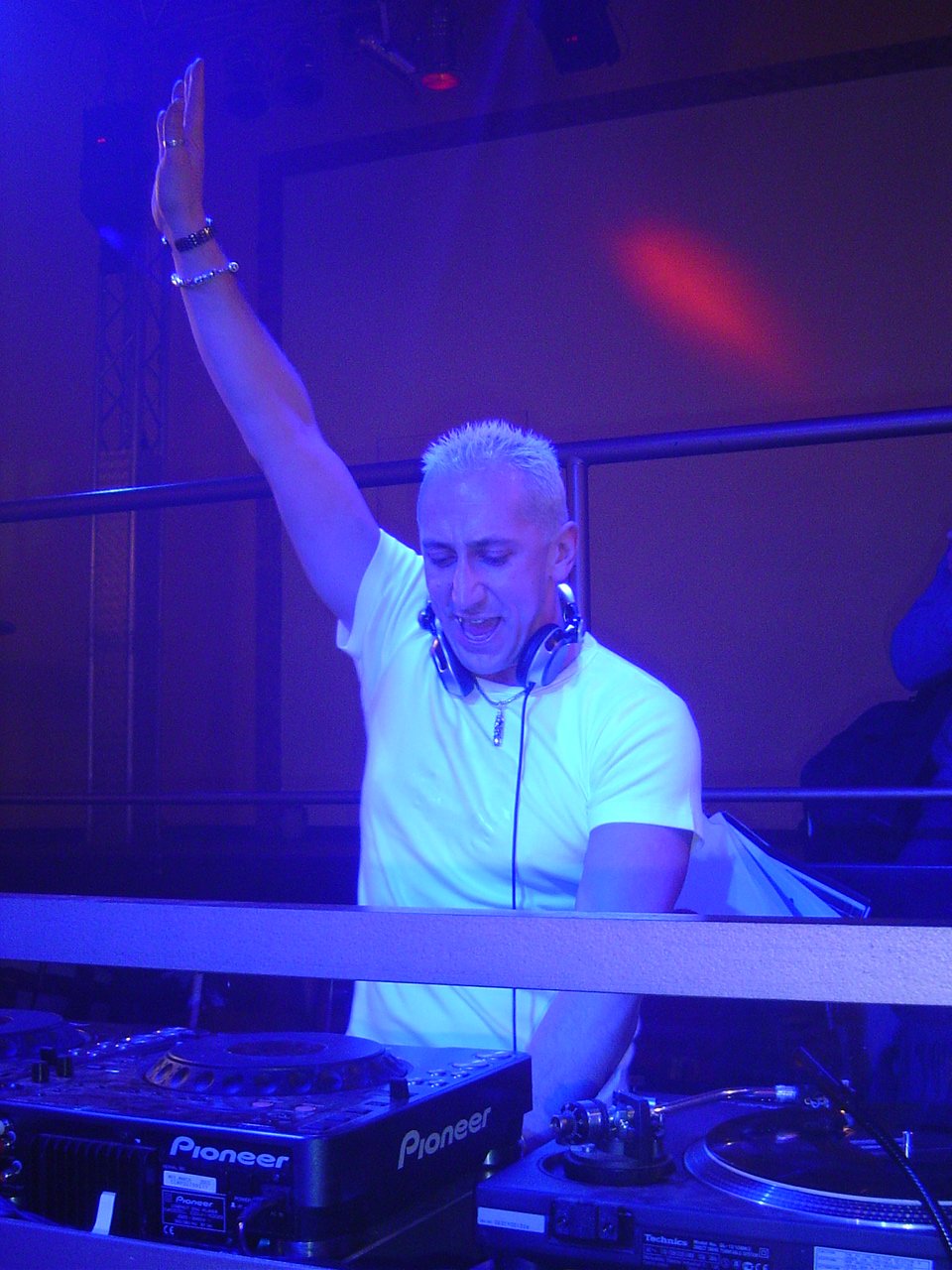
Johan Gielen 2004 in Den Haag

Johan Gielen (* 23. Februar 1968 in Mol) ist ein belgischer Trance-DJ und -Produzent.

## Leben
Johan Gielen begann im Alter von 17 Jahren in Belgien als DJ und ist seither vor allem in den Niederlanden äußerst erfolgreich. Zwei Jahre lang hatte Gielen eine Radio-Show namens „Lift Off“ auf ID&T-Radio. Inzwischen ist er auf Fresh FM in der Sendung „In Session“ zu hören.
Die größten Erfolge feierte Johan Gielen aber zusammen mit seinem Produzenten-Partner Sven Maes. Gemeinsam waren sie unter den Pseudonymen Svenson & Gielen, Airscape, Balearic Bill, Des Mitchell und Abnea bekannt. Eine ihrer bekanntesten Remixe war der Song „Silence“ von Delerium. Er wurde als Hauptversion auch im Musikvideo benutzt und erreichte Platz 3 in den UK Top 40. 2005 trennten sich Gielen und Maes und produzieren seither einzeln. 2009 benutzte Gielen jedoch das Pseudonym Airscape erneut für die Single „My Love“ mit der Sängerin JES.

## Diskografie

### Alben
- 2002: Svenson & Gielen – The Beauty Of Silence
- 2006: Revelations
- 2010: Airscape – Now & Then

### Singles
Solo-Singles:
- 2005: Flash
- 2005: Dreamchild
- 2005: Show Me What You Got
- 2006: Physical Overdrive
- 2007: Revelations
- 2008: Live It Up 2008 (vs Time Bandits)
- 2009: Airscape – My Love (mit JES)
- 2010: These Are My People
- 2010: Repeat The Music
- 2010: Skyscraper

mit Sven Maes:
- 1999: Balearic Bill – Destination Sunshine (mit Alex Gold)
- 1999: Airscape – L’Esperanza
- 2000: Svenson & Gielen – The Beauty Of Silence
- 2001: Svenson & Gielen – Twisted
- 2002: Svenson & Gielen – Answer the Question
- 2002: Svenson & Gielen – We Know What You Did…
- 2004: Airscape – Sosei

### Remixe (Auswahl)
- Ayu – Depend On You (Svenson & Gielen Remix)
- Blank & Jones – Watching The Waves (Svenson & Gielen Remix)
- Cosmic Gate – The Wave (Svenson & Gielen Remix)
- Dave202 – Inside Outside (Johan Gielen Remix)
- Delerium – Silence (Airscape Remix)
- DJ Shog – The 2nd Dimension (Johan Gielen Remix)
- Push – The Legacy (Svenson & Gielen Remix)
- Tiësto – Lethal Industry (Svenson & Gielen Remix)
- Tiësto – Sparkles (Airscape Remix)
- Vengaboys – Kiss (Airscape Remix)